# Hylocomium striatum
Hylocomium striatum là một loài Rêu trong họ Hylocomiaceae. Loài này được (Schreb. ex Hedw.) Kindb. mô tả khoa học đầu tiên năm 1883.